# Trigonelle en glaive
Trigonella gladiata
Espèce
La Trigonelle en glaive, Trigonella gladiata, est une espèce de plantes à fleurs de la famille des Fabaceae.

## Description
C'est une plante annuelle, généralement couchée, velue, à fleurs blanchâtres assez petites, et à gousses velues dressées et arquées, prolongées par un bec long de 1 à 2 cm.

## Systématique
Le nom correct complet (avec auteur) de ce taxon est Trigonella gladiata Steven ex M.Bieb..
Ce taxon porte en français les noms vernaculaires ou normalisés suivants : Trigonelle à épées, Trigonelle en glaive, Trigonelle à fruits en glaive, Trigonelle armée d'épées.
Trigonella gladiata a pour synonymes :
- Foenum-graecum prostratum Fourr.
- Folliculigera procumbens Pasq.
- Medicago gladiata (Steven ex M.Bieb.) E.H.L.Krause
- Ononis rostrata Ucria
- Telis gladiata (Steven ex M.Bieb.) Kuntze
- Trigonella foenum-graecum subsp. gladiata (Steven ex M.Bieb.) Asch. & Graebn.
- Trigonella foenum-graecum subsp. gladiata (Steven ex M.Bieb.) Bonnier & Layens
- Trigonella foenum-graecum subsp. gladiata (Steven ex M.Bieb.) Gams
- Trigonella foenum-graecum subsp. gladiata (Steven ex M.Bieb.) P.Fourn.
- Trigonella gladiata f. brevirostris Pau
- Trigonella gladiata var. prostrata (DC.) St.-Lag.
- Trigonella prostrata DC.
- Trigonella tuberculata C.Presl
- Xiphostylis prostratus Gasp.